# Hrabstwo Montgomery (Maryland)

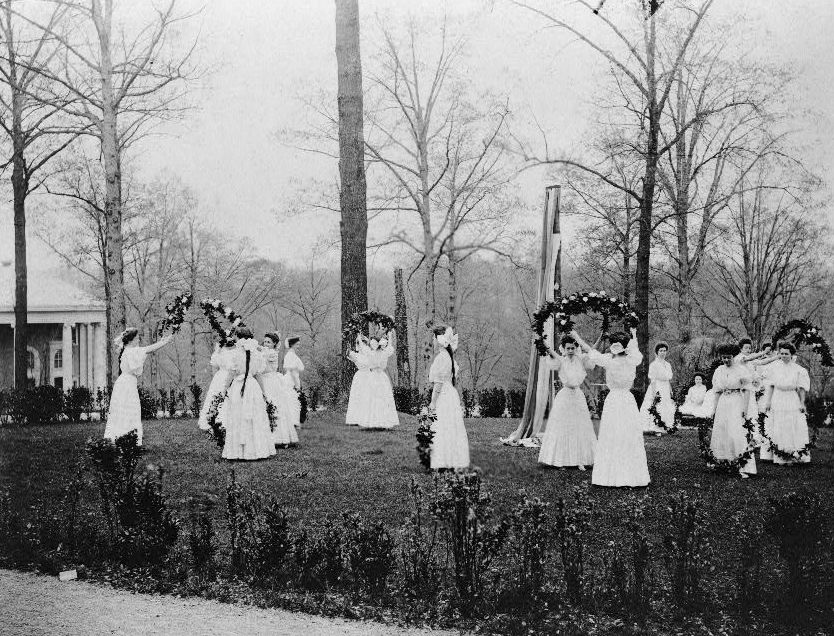
Obchody 1 maja w hrabstwie Montgomery w 1907 roku

Piramida wieku hrabstwa

Hrabstwo Montgomery (ang. Montgomery County) – hrabstwo w stanie Maryland, położone na północ od Waszyngtonu. Według spisu w 2020 roku liczy 1,06 mln mieszkańców i jest najludniejszym hrabstwem stanu Maryland. Siedzibą administracji hrabstwa jest miasto Rockville, jednak większe społeczności tworzą Germantown, Silver Spring, Gaithersburg i Bethesda. Jest częścią obszaru metropolitalnego Waszyngtonu.
W 2022 roku zostało uznane w rankingu Yahoo! Finance za 20. najbogatsze hrabstwo w Stanach Zjednoczonych, z średnim dochodem gospodarstwa domowego wynoszącym 111,8 tys. dolarów.

## Historia
Hrabstwo Montgomery zostało założone w roku 1776, w wyniku podziału hrabstwa Frederick na trzy mniejsze hrabstwa. Nazwano je na cześć amerykańskiego generała, Richarda Montgomery’ego, zabitego w 1775 roku podczas wojny o niepodległość Stanów Zjednoczonych, mimo że generał Montgomery nigdy nie przebywał na jego terenie. Wraz z ustanowieniem hrabstwa zakupiono 4 akry (1,6 ha) ziemi, na których wybudowano sąd oraz więzienie. Siedziba administracji hrabstwa początkowo nosiła nazwę Montgomery Courthouse, następnie Williamsburg, zaś od 1801 roku Rockville, biorąc swoją nazwę od potoku Rock Creek.
Ważnym wydarzeniem dla rozwoju hrabstwa była budowa kanału Chesapeake-Ohio, który był ważną drogą transportową rozciągającą się ponad 184 mile (prawie 300 km) od Waszyngtonu do Cumberland. Budowa kanału, która rozpoczęła się w 1828 i trwała do 1850, kosztowała około 11 milionów dolarów. Śluzy kanału, za pomocą których podnoszono lub obniżano barki o około 2,5 metra, uważane są za wybitne osiągnięcie inżynierskie ówczesnych czasów. Obecnie kanał stanowi teren narodowego parku historycznego kanału Chesapeake-Ohio.

## Gospodarka
Hrabstwo Montgomery jest siedzibą wielu znanych przedsiębiorstw. Swoje światowe centrale w hrabstwie mają między innymi nadawca programów edukacyjnych i dokumentalnych Discovery Communications, amerykański koncern lotniczy i obronny Lockheed Martin, operator hoteli Marriott International. W obrębie hrabstwa swoją siedzibę mają także liczne agencje rządowe, między innymi Narodowe Instytuty Zdrowia, Agencja Żywności i Leków, National Oceanic and Atmospheric Administration, Narodowy Instytut Norm i Techniki, Nuclear Regulatory Commission.
Według danych amerykańskiego biura spisu ludności z 2004 roku, hrabstwo Montgomery zajmuje pierwsze miejsce w Stanach Zjednoczonych pod względem wykształcenia: w 2004 roku 29,2% populacji powyżej 25. roku życia posiadało wyższe wykształcenie (tytuł magistra lub wyższy), oraz drugie miejsce pod względem przeciętnego dochodu na rodzinę, ustępując w tej kategorii jedynie hrabstwu Fairfax w Wirginii.

## Geografia
Całkowita powierzchnia hrabstwa wynosi 1313 km², z czego 1283 km² stanowi powierzchnia lądowa, a 30 km² (2,3%) powierzchnia wodna. Najwyższy punkt w hrabstwie ma wysokość ponad 259 m n.p.m. Najniższy punkt położony jest na rzece Potomak i ma wysokość 10 m n.p.m.
W obrębie hrabstwa Montgomery znajdują się dwa parki stanowe: Patuxent River oraz Seneca Creek, a także znaczna część zarządzanego przez National Park Service narodowego parku historycznego kanału Chesapeake i Ohio.

## Sąsiednie hrabstwa
- Hrabstwo Frederick (północny zachód)
- Hrabstwo Carroll (północ)
- Hrabstwo Howard (północny wschód)
- Hrabstwo Prince George's (południowy wschód)
- Waszyngton, DC (południe)
- Hrabstwo Fairfax, Wirginia (południowy zachód)
- Hrabstwo Loudoun, Wirginia (zachód)

### Miasta
- Barnesville
- Brookeville
- Chevy Chase
- Chevy Chase View
- Chevy Chase Village
- Garrett Park
- Gaithersburg
- Glen Echo
- Kensington
- Laytonsville
- Poolesville
- Rockville
- Somerset
- Takoma Park
- Washington Grove

### Wsie
- Chevy Chase Section Three
- Chevy Chase Section Five
- Martin’s Additions
- North Chevy Chase

### CDP
- Ashton-Sandy Spring
- Aspen Hill
- Bethesda
- Brookmont
- Burtonsville
- Cabin John
- Chevy Chase
- Clarksburg
- Cloverly
- Colesville
- Damascus
- Darnestown
- Derwood
- Fairland
- Four Corners
- Forest Glen
- Friendship Village
- Germantown
- Glenmont
- Hillandale
- Kemp Mill
- Layhill
- Leisure World
- Montgomery Village
- North Bethesda
- North Kensington
- North Potomac
- Olney
- Potomac
- Redland
- Silver Spring
- Spencerville
- South Kensington
- Travilah
- Wheaton
- White Oak

## Demografia
Według danych pięcioletnich US Census Bureau z 2021 roku, 48,8% mieszkańców stanowiła ludność biała (42,3%, nie licząc Latynosów), 18,4% to czarnoskórzy Amerykanie lub Afroamerykanie, 15,2% to Azjaci, 7,3% miało rasę mieszaną, 0,36% to rdzenna ludność Ameryki i 0,03% to Hawajczycy i mieszkańcy innych wysp Pacyfiku. Latynosi stanowią 19,7% ludności hrabstwa. 32,2% mieszkańców było urodzonych za granicami Stanów Zjednoczonych. 
Do największych grup należą osoby pochodzenia afroamerykańskiego, irlandzkiego (7,8%), niemieckiego (7,8%),  angielskiego (6,3%), afrykańskiego subsaharyjskiego (6,4%), salwadorskiego (6,4%), chińskiego (4,1%), hinduskiego (4,1%), włoskiego (4,1%), europejskiego lub wschodnioeuropejskiego (3,4%) i „amerykańskiego” (3,1%).
Największa afrykańska populacja jest z Etiopii. Inne duże grupy Latynosów pochodziły z Gwatemali, Peru, Meksyku, Hondurasu i Portoryko.

## Religia

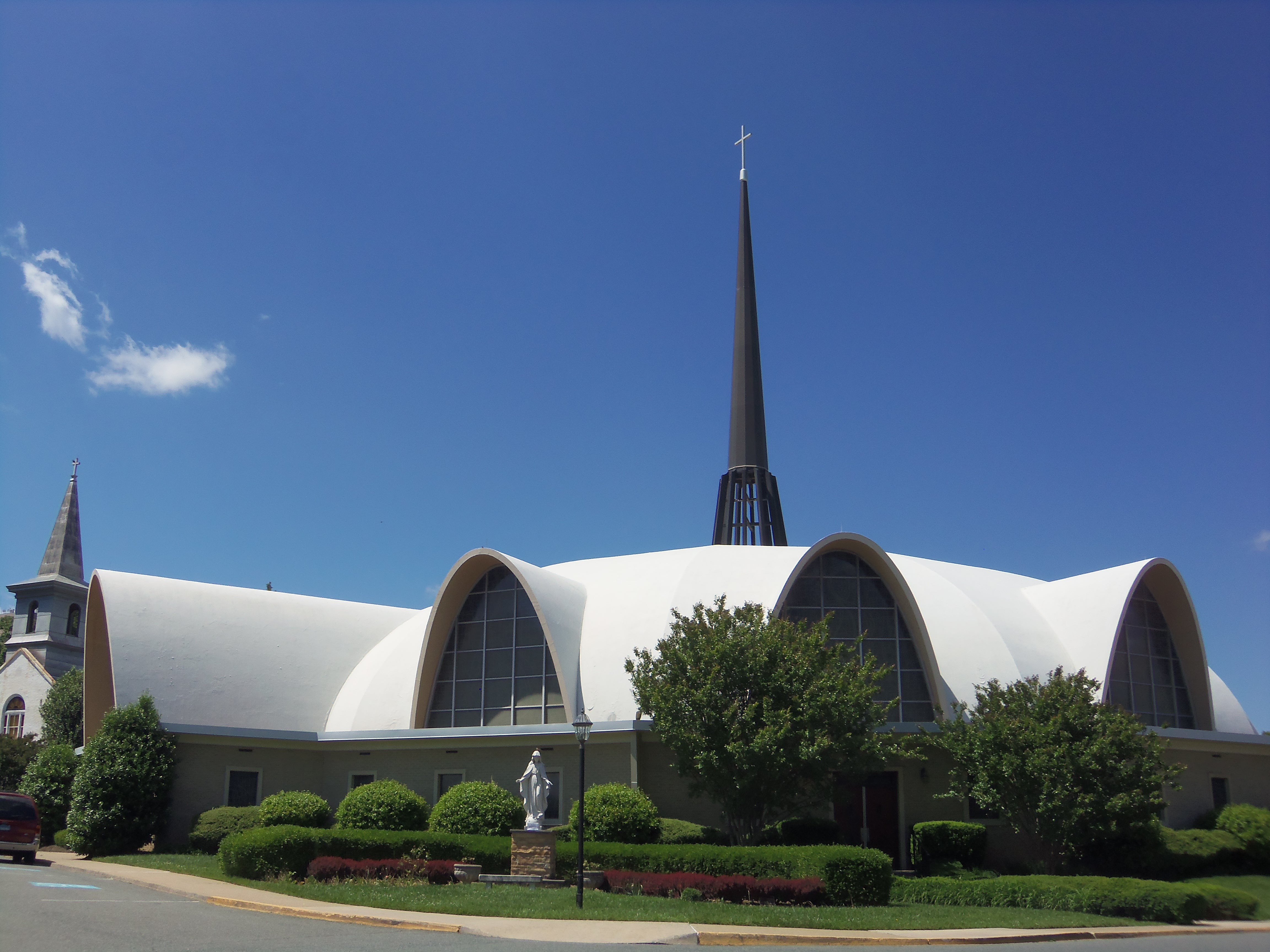
Kościół katolicki Najświętszej Marii Panny w Rockville

Do największych grup religijnych w 2010 roku należały: 
- Kościół katolicki – 122,6 tys. członków w 39 kościołach,
- Kościoły baptystyczne – ok. 50 tys. członków w 144 zborach,
- lokalne bezdenominacyjne zbory ewangelikalne – 36,6 tys. członków w 57 zborach,
- społeczność żydowska – 30 tys. członków w 39 zgromadzeniach.

Inne duże społeczności tworzyły różne kościoły protestanckie (w tym metodyści, adwentyści dnia siódmego, kalwini, episkopalianie i luteranie). Jak również mormoński Kościół Jezusa Chrystusa Świętych w Dniach Ostatnich i społeczność muzułmańska. Inne grupy miały mniej niż 10 tys. członków, w tym różne kościoły prawosławne i wschodnie. 